# Adriaen Pauw (1516–1578)

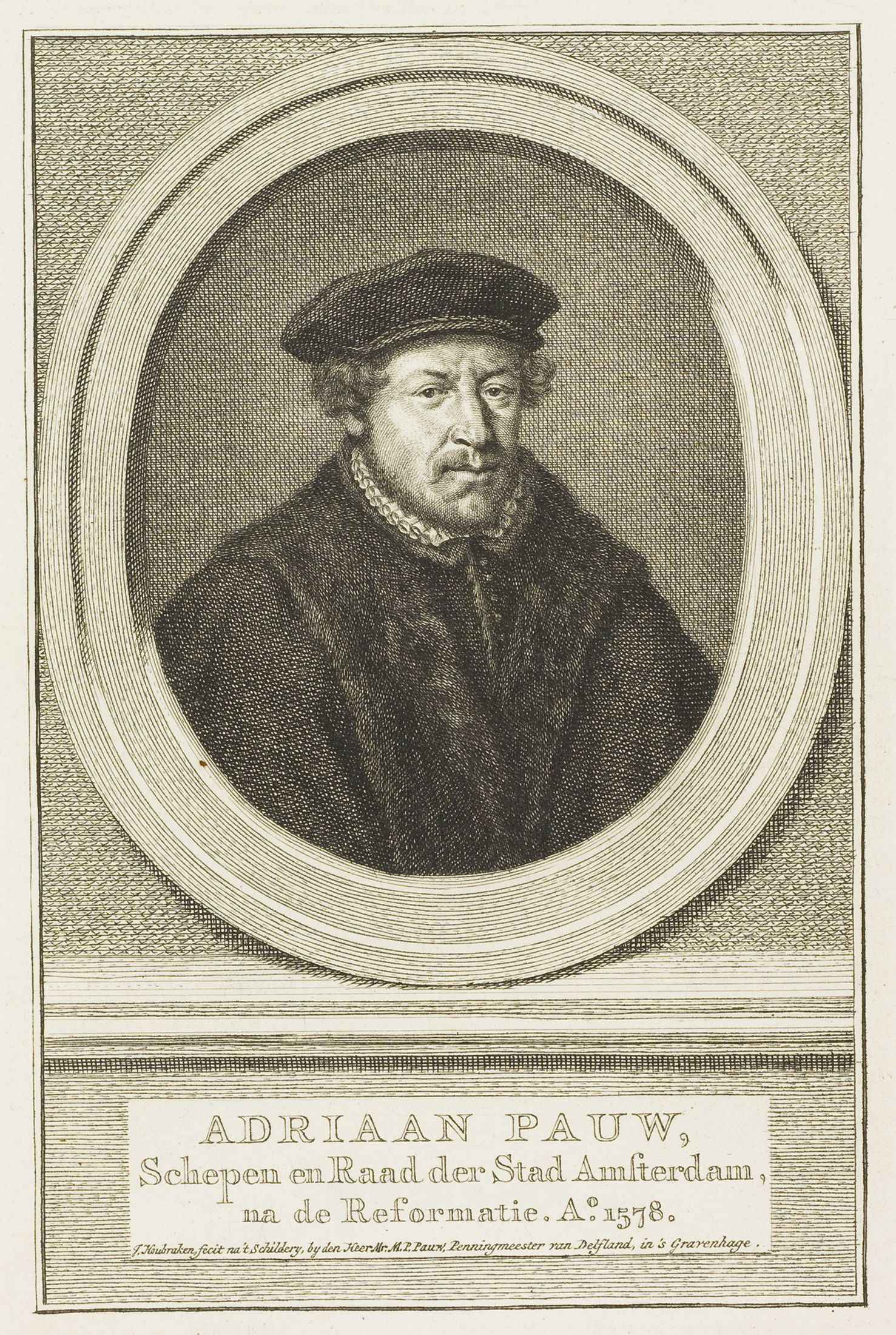
Adriaan Pauw

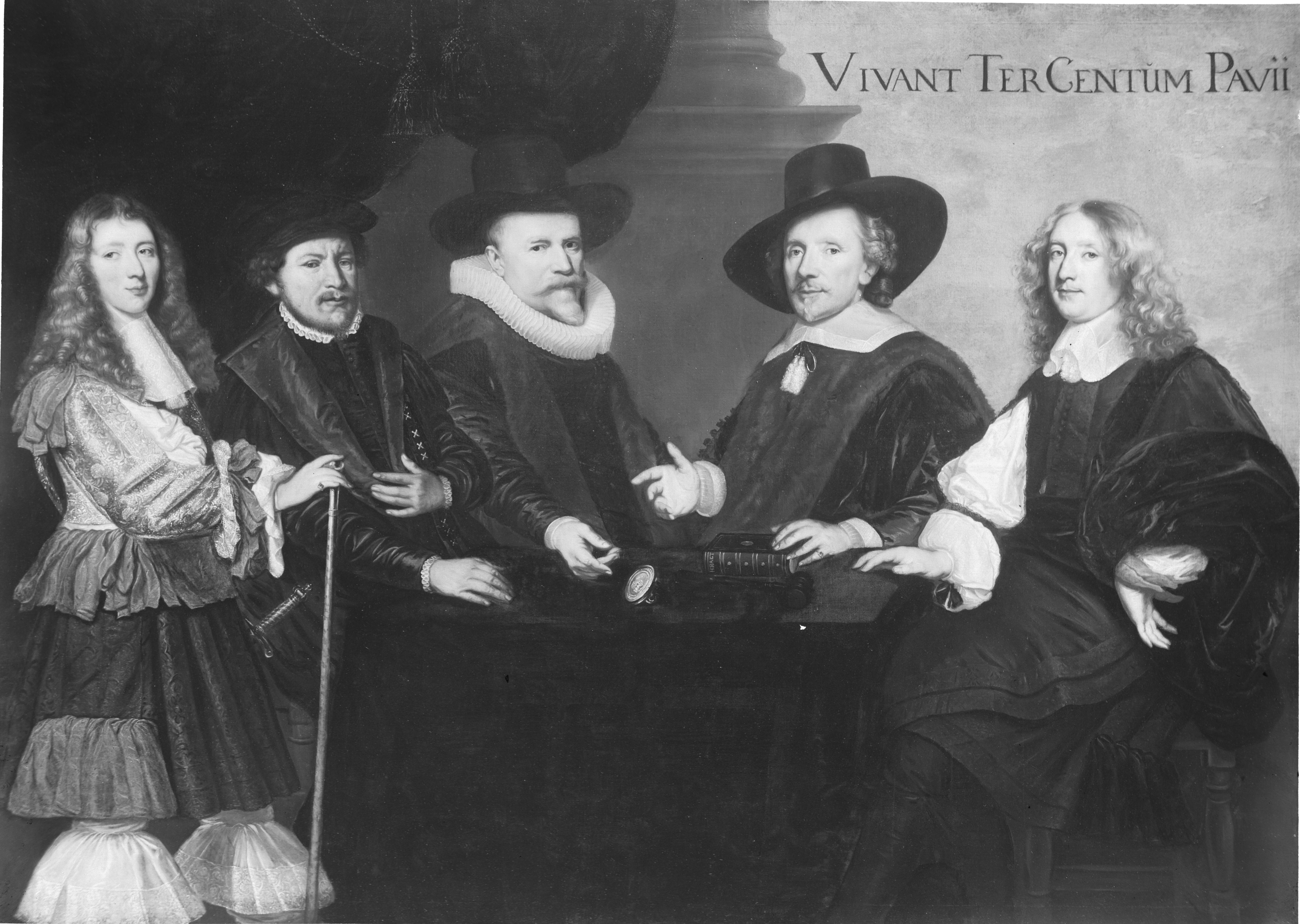
Fünf Generationen des Geschlechts Pauw (von links nach rechts): Johan Pauw (1645–1708), Adriaen Pauw (1516–1578), Reinier Pauw (1564–1636), Reinier Pauw (1591–1676) und Dirk Pauw (1618–1688)

Adriaen Pauw (* 13. Januar 1516 in Gouda; † 8. Oktober 1578 in Amsterdam) war ein niederländischer Kaufmann und Politiker.

## Leben
Adriaen, dem Geschlecht der Pauw entstammend, war der Sohn des Reinier Pauw und der Aerlanda Fransdr. Er übersiedelte nach Amsterdam und verehelichte sich mit Anna Jacob Lucasdr van Persijn (1520–1586); der bedeutende Regent Reinier Pauw war sein Sohn. Adriaen war Kaufmann und Händler mit Wolle und als Agent des Dänenkönigs tätig. Er hatte durch seine umfangreichen Tätigkeiten Zugang zu allen Häfen der Ostsee. Im Jahre 1566 war er einer der sechs Oberkapitäne der Amsterdamer Bürgergarde. Im darauffolgenden Jahr war Adriaen gemeinsam mit Lenaert Jansz de Graeff und Cornelis Boelens einer der Gegner des geplanten Einmarsches von Charles de Brimeu in die Stadt Amsterdam. Da er einer der protestantischen und anti-spanischen Häupter Amsterdams war flüchtete er nach der Ankunft des Herzogs von Alba im Jahre 1568 nach Emden und später nach Hamburg. Nach der Alteratie von Amsterdam im Jahre 1578 kehrte Adriaen nach Amsterdam zurück; dort wurde er sogleich als Schöffe (niederländisch: schepen) und vroedschap in die Amsterdamer Stadtregierung aufgenommen. Noch im selben Jahr wurde er gemeinsam mit Diederik Jansz Graeff zum ersten neuen Bürgermeister erwählt. Adriaen erneuerte noch im selben Jahr den städtischen Großhandel in Öl, Wolle, Kohlen etc.